# Spirito Santo e le 5 magnifiche canaglie
Spirito Santo e le 5 magnifiche canaglie ist ein im deutschen Sprachraum nicht aufgeführter Italowestern billiger Machart, den Roberto Mauri 1972 inszenierte. Erneut stellt Vassili Karis den titelgebenden Westernhelden „Heiliger Geist“ dar.

## Handlung
Spirito Santo wird vom Geschäftsmann Powers engagiert, der sich mit weiteren Honoratioren des Städtchens Springfield von den Waffenlieferungen eines vermummten, Solitario genannt, an die mexikanische Revolutionsarmee gestört fühlt. Nachdem ein erster Versuch Spirito Santos, Solitario mit Hilfe eines Priesters zu identifizieren, scheitert und fast alle Beteiligten den Tod finden, sammelt er eine Gruppe von Verbündeten zusammen: Diego d’Asburgo, den Piraten Morgan, einen ehemaligen Priester und den Herumtreiber Caccolo. Ein weiterer, der Italiener Garibaldino, wurde getötet, woraufhin zwei Verwandte aus Sizilien ebenfalls in Springfield eintreffen.
Nach vielen Raufhändeln und Schießereien kann Spirito Santo den Waffenschieber entlarven: Es ist der Sheriff der Stadt, der von Powers gedeckt wird. Elizabeth, seine angebliche Cousine, erschießt Powers, findet aber ebenfalls den Tod. Spirito Santo reitet mit seinem Lohn, 20.000 $, davon.

## Kritik
„Die unwahrscheinliche Geschichte, die sichtlich in einem Amerika der römischen Außenbezirke gedreht wurde, bewegt sich unbeholfen entlang der Pfade eines abgenutzten Genres. Tiefpunkte sind die Missachtung der Religion und eine ordinäre, lange Szene in einem Bordell.“, schrieben die Segnalazione Cinematografiche.